# Prix étudiant de la BD politique
Le prix étudiant de la BD politique est une récompense décernée à une bande dessinée depuis 2017, conjointement, par l'association Lire la société et la station de radio France Culture puis la chaine de télévision LCP-AN sous le patronage du ministère de l'Enseignement supérieur, de la Recherche et de l'Innovation et de l'Assemblée nationale dans le cadre de la Journée du livre politique.

## Histoire
L'association « Lire la politique, » appelée ensuite « Lire la société », fondée par Luce Perrot, organise depuis 1991 un prix du livre politique lors de la « journée du livre politique ». À partir de 2016, avec France Culture, une nouvelle catégorie de prix est organisée : le « prix étudiant du Livre Politique – France Culture ». En 2017, lors de la seconde édition du prix étudiant, France culture annonce l'ouverture de la catégorie « Prix BD du livre politique », « sous le haut patronage du Secrétariat d’Etat à l’Enseignement supérieur et à la Recherche, et en partenariat avec le Centre national du Livre ». Le jury se compose de 11 à 15 étudiants ainsi que de Luce Perrot, alors déléguée générale de Lire la société, d'un représentant du cabinet du ministre de l’Enseignement Supérieur et de la Recherche et d'un représentant du CNL. Les livres sont choisis d'après une sélection. À l'issue du scrutin, le prix 2017 de la BD politique revient à Benjamin Stora et Sébastien Vassant pour Histoire dessinée de la Guerre d’Algérie,. En 2018, ce sont Jessica Oublié et Marie-Ange Rousseau qui obtiennent le Prix étudiant de la BD politique France Culture pour Péyi an nou face à 50 nuances de Grec et Paroles d'honneur,. La remise du prix est signalée dans la presse généraliste (comme Le Figaro, France Info) ainsi que sur divers médias d'amateurs de bande dessinée (comme 9e art, BD Zoom, Planète BD) , etc.

## Liste des sélectionnés et des lauréats

### 2017
- Gagnants : Benjamin Stora et Sébastien Vassant, Histoire dessinée de la guerre d'Algérie, Paris, Le Seuil, coll. « documents (h.c.) », 2016, 192 p. (ISBN 978-2-02-128295-5)
- Sélectionnés :
  - Jérôme Berthaut et Helkarava, La Banlieue du 20h, Paris, Casterman, coll. « Sociorama », 2016, 164 p. (ISBN 978-2-203-12006-8)
  - Lewis Trondheim et Brigitte Findakly, Coquelicots d'Irak, Paris, L'Association, 2016, 115 p. (ISBN 978-2-84414-628-1)

### 2018
- Gagnantes : Jessica Oublié et Marie-Ange Rousseau, Péyi An Nou, Paris, Steinkis, coll. « romans graphiques », 2017, 208 p. (ISBN 978-2-36846-124-2)
- Sélectionnés :
  - Jul et Charles Pépin, 50 nuances de Grec, Paris/Barcelone/Bruxelles etc., Dargaud, 2017, 88 p. (ISBN 978-2-205-07607-3)
  - Leïla Slimani et Laetitia Coryn, Paroles d’honneur, Paris, Les Arènes, 2017, 106 p. (ISBN 978-2-35204-654-7)

### 2019
- Gagnante : Hélène Aldeguer, Après le Printemps : une jeunesse tunisienne, Paris, Futuropolis, 2018, 136 p. (ISBN 978-2-7548-2434-7)[14]
- Sélectionnés[15] :
  - Jul et Achdé, Un cow-boy à Paris, Givrins (Suisse), Lucky Comics, 2018, 44 p. (ISBN 978-2-88471-453-2)
  - Aude Massot et Karim Lebhour, Une saison à l'ONU : au cœur de la diplomatie mondiale, Paris, Steinkis, 2018, 208 p. (ISBN 978-2-36846-128-0)
  - Solenne Jouanneau et Kim Consigny, La petite mosquée dans la cité : un récit sociologique en BD, Bruxelles/Paris, Casterman, 2018, 164 p. (ISBN 978-2-203-16822-0)
  - David Servenay et Jake Raynal, La septième arme : une autre histoire de la République, Paris, La Découverte, 2018, 144 p. (ISBN 978-2-7071-9443-5)

### 2020
- Gagnants : Ariane Chemin, François Krug (d) et Julien Solé pour Benalla et moi, éditions du Seuil, 2020  (ISBN 978-2-02-142735-6)
- Sélectionnés
  - Renaud Dély, Thibaut Soulcié, Macronarchie : En marche forcée, Glénat, 2020  (ISBN 978-2-3440-3607-5)
  - Jul, Charles Pépin, 50 nuances de Grecs - Encyclopédie des mythes et mythologies, 2, Dargaud, 2020   (ISBN 978-2-205-07868-8)

### 2021
- Gagnant : Kokopello, Palais Bourbon : les Coulisses de l’Assemblée nationale, Dargaud/Le Seuil  (ISBN 978-2-205-08729-1)
- Sélectionnés :
  - Cyril Pedrosa, Loïc Sécheresse, Carnets de manifs, Portraits d'une France en Marche, Le Seuil   (ISBN 978-2-36468-524-6)
  - Yannick Haenel, François Boucq, Janvier 2015, le Procès, éditions Charlie Hebdo les Échappés  (ISBN 978-2-35766-177-6)

### Lauréats depuis 2022
Depuis 2022, sont lauréats :
- 2022 : Sandrine Revel et Théa Rojzman pour Grand silence, Glénat[16]
- 2023 : Jeanne Puchol et Laurent-Frédéric Bollée pour Malik Oussekine : contrecoups, Casterman[17]
- 2024 : Valérie Igounet et Guy Le Besnerais pour Crayon noir - Samuel Paty l'histoire d'un prof, Studiofact Editions[18]